# Chita

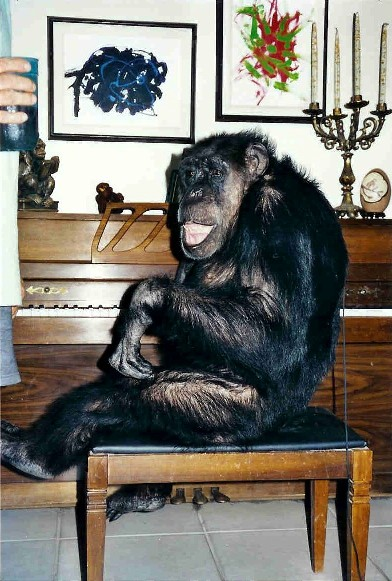
El chimpancé Chita de Palm Harbor (c. 1960-2011) en 2004.

Chita (originalmente y en inglés, Cheeta, a veces escrito Cheetah) es el nombre del chimpancé que acompaña al personaje de Tarzán en casi todas sus películas, interpretado por diversos chimpancés. Fue añadido por la industria cinematográfica, puesto que no figura en ninguna de las novelas originales de Tarzán escritas por Edgar Rice Burroughs; únicamente en las últimas aparece un compañero primate llamado Nkima que podría haber inspirado a Chita. Aunque en español ha sido conocida como mona Chita, se trata de un macho.

## Intérpretes y polémicas
El único chimpancé de cuya participación en las primeras películas de los años 1930 con Johnny Weissmüller hay constancia clara es Jiggs, que murió en 1938. Desde las últimas décadas del siglo XX al menos dos chimpancés llamados Cheeta han sido presentados como participantes en aquellas películas, con lo que habrían alcanzado una longevidad muy elevada para unos chimpancés en cautividad:
- Un chimpancé, también llamado Mike,[4] que vivía en el santuario de primates de Suncoast, en Palm Harbor, Florida, y que según sus cuidadores llegó allí en los años 1960 desde una propiedad de Johnny Weissmüller en Ocala; no hay evidencias que lo demuestren, y el Santuario nunca facilitó una biografía consistente del chimpancé.[2][3] Cheeta/Mike murió el 24 de diciembre de 2011 debido a una insuficiencia renal.[5]

- Un chimpancé que vive en el santuario de primates C.H.E.E.T.A. (Creative Habitats and Enrichment for Endangered and Threatened Apes, ‘Hábitats Originales y Mejorados para Simios Amenazados y en Peligro de Extinción’), dedicado al cuidado y protección de simios que se hayan dedicado al espectáculo, y ubicado en Palm Springs, California. Sus cuidadores aseguraban inicialmente que había nacido en Liberia en 1932 y llegado a los pocos meses a Nueva York en vuelo transatlántico. Este chimpancé recibió el premio Calabuch del Festival Internacional de Cine de Comedia de Peñíscola, España, en 2006, y por su supuesta edad, fue reconocido en el Libro Guinness de los récords como el simio más longevo del mundo.[6] No obstante, una investigación del periodista R. D. Rosen publicada por The Washington Post en 2008 señaló que los vuelos transatlánticos se iniciaron en 1939, y demostró que este chimpancé había nacido hacia 1960 y que no constaba su participación en película alguna,[1] por lo que desde entonces el santuario dice desconocer los detalles sobre su pasado.[7]